# كرومات الزنك
 كرومات الزنك (أو كرومات الخارصين) مركب كيميائي له الصيغة ZnCrO4، ويكون على شكل مسحوق بلوري أصفر.

## الخواص
- لا ينحل  كرومات الزنك عملياً في الماء البارد، بالمقابل فإنه يتفكك في الماء الساخن.
- يعد كرومات الزنك من المركبات الضارة للجسم البشري حيث أن لديه سمية خلوية Cytotoxicity ويحطم الصبغيات ويؤدي إلى حدوث تكسر في الحلزون المضاعف في بنية الدنا DNA وذلك في خلايا الرئة.[3]

## التحضير
يحضر كرومات الزنك من تفاعل أكسيد الزنك مع حمض الكبريتيك أولاً، حيث نحصل على كبريتات الزنك في المحلول، ثم يضاف ثنائي كرومات البوتاسيوم إلى الوسط فنحصل بعد فترة على راسب أصفر من الناتج المطلوب.

## الاستخدامات
- يستخدم كرومات البوتاسيوم في عمليات الطلي بالكروم وذلك من أجل حماية السطوح المعدنية من التآكل مثل الألومنيوم.
- استعمل سابقاً كخضاب أصفر، لكن استعماله قل نظرا لسميته.